# Le Monde après nous
Le Monde après nous és una comèdia dramàtica francès dirigida per Louda Ben Salah-Cazanas i estrenada el 2021.

## Argument
Després del petit èxit d'un dels seus contes, el jove escriptor Labidi El Morchedi treballa en la seva primera novel·la. Sobreviu fent feines ocasionals i comparteix una petita habitació a París amb el seu company de pis i millor amic Aleksei, on dormen per torns, perquè la ciutat és cara. Labidi finança el seu mitjà de subsistència repartint àpats amb bicicleta.
La mare de Labidi, Fatma, originària de Tunísia, regenta un cafè a Lió amb el seu pare Jacques. Quan coneix l'Elisa Rollet, una estudiant que vol ser actriu, per ell és amor a primera vista. Acompanyat del seu agent Vincenct, Labidi es compromet, durant una entrevista amb un editor, a acabar la seva novel·la sobre la Guerra d'Algèria en un termini de sis mesos i signa el contracte. Ara va regularment a la biblioteca per investigar i escriure, però els seus pensaments són massa sovint en l'Elisa. Primer la visita de manera inesperada a Lió i la presenta als seus pares, després l'Elisa ve a París. La seva vida amorosa no és fàcil a la petita habitació que comparteix amb l'Aleksei, encara que s'entenen aviat.
El treball sobre la novel·la de Labidi avança lentament. Com que encara no ha rebut cap bestreta per la seva feina i el seu compte bancari està constantment en vermell, Labidi arriba a robar menjar per poder cuinar per a l'Elisa. Després d'assabentar-se que el llibre d'un company s'havia publicat abans que el seu, i sentir-se exposat poc després al lliurar els àpats a aquest i prendre consciència de la seva pròpia situació econòmica precària, deixa la seva feina com a repartidor. Comença a buscar allotjament presentant un justificant d'ingressos fals.
Quan parla amb Elisa a Lió sobre el seu nou apartament i els seus plans per viure amb ella, al principi està indecisa sobre la idea de traslladar-se a París. Tampoc podia participar en el lloguer. Labidi li diu que ella tampoc ha de fer-ho. Mira vídeos a Internet que expliquen com guanyar molts diners ràpidament. Intenta el frau a l'assegurança, però quan intenta fingir un accident amb un camió, la gent pensa que ha intentat suïcidar-se i en surt contusionat. L'Elisa ja no suporta els seus lamentables intents d'aconseguir diners, truca als pares de Labidi i els demana ajuda econòmica temporal.
Labidi té una nova feina com a venedor en una botiga d'ulleres. D'altra banda, no tot va bé en la seva relació. L'Elisa i ell comencen a discutir i un matí se'n va. Torna a Lió per aconseguir una mica de distància. Quan el seu pare mor el 2020, torna a París després del seu funeral i comença a escriure una història completament nova. És totalment honest amb ell mateix, se centra en ell mateix i es descriu com un migrant que juga a tenir diners i com una persona sempre cínica amb la seva pròpia situació. Quan va presentar el manuscrit acabat, titulat "El món després de nosaltres", al seu agent, aquest es mostra profundament molest, perquè era quelcom totalment diferent del que li havia promès. Tanmateix, Labidi està convençut pel seu darrer treball i l'editor també accepta el llibre autobiogràfic com a substitut de la novel·la.
Després que l'Elisa torni amb Labidi, decideixen casar-se. És el dia del seu casament quan finalment Labidi té a les seves mans la primera edició impresa de la seva novel·la. Ara té tot el que sempre ha desitjat. · .

## Repartiment
- Aurélien Gabrielli : Labidi El Morchedi
- Louise Chevillotte : Elisa Rollet
- Saadia Bentaïeb : Fatma El Morchedi
- Jacques Nolot : Jacques El Morchedi
- Léon Cunha Da Costa : Alekseï
- Mikaël Chirinian : Vincent
- Hyacinthe Blanc : Hyacinthe
- Noémie Schmidt : Suzanne
- Isabelle Prim : Isabelle
- Grégoire Lagrange : Nicolas

## Producció

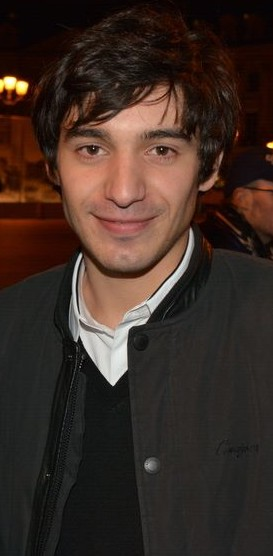
Aurélien Gabrielli el gener de 2016.

Le Monde après nous és el primer llargmetratge de Louda Ben Salah-Cazanas. Com Labidi a la pel·lícula, el director s'havia perdut una mica en la idea d'haver de lliurar una gran pel·lícula després dels seus quatre primers curtmetratges durant el desenvolupament del seu primer llargmetratge i també va estar en una situació financera precària. Acabava de conèixer la dona que seria la seva dona i la seva feina li va impedir concentrar-se en els seus estudis. Així doncs, "Le Monde après nous" descriu el que va viure en aquella època, i com va ser viure a París de jove sense recursos, sense que els seus orígens li permetessin simplement continuar el seu art en aquesta ciutat.
El títol de la pel·lícula és una picada d'ull a la novel·la Leurs enfants après eux de Nicolas Mathieu.
Quan va escriure el guió de Le Monde après nous, Louda Ben Salah-Cazanas fou ajudat per Abdellah Taïa, un escriptor, periodista i cineasta marroquí obertament homosexual. Aquest últim, d'una família marroquina molt pobra, havia lluitat amb la seva identitat i va aportar la seva sensibilitat literària al guió final.

### Càsting

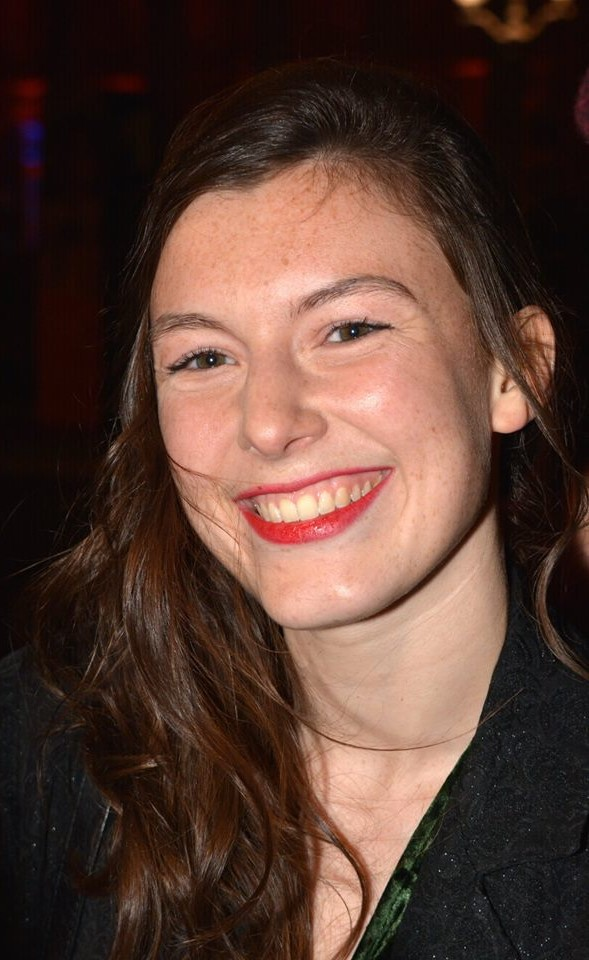
Louise Chevillotte als César 2018.

Aurélien Gabrielli interpreta el paper principal de Labidi, i Louise Chevillotte el d'Elisa. Chevillotte i Gabrielli van ser nominats per l'Académie des César pels seus respectius papers entre les 31 Révélations 2023, noves cares del cinema francès que van aparèixer el 2022. Saadia Bentaïeb i Jacques Nolot interpreten els papers dels seus pares Fatma i Jacques. Léon Cunha Da Costa interpreta al company de pis de Labidi, Alekseï, Mikaël Chirinian, el seu agent Vincent. L'actriu suïssa Noémie Schmidt va assumir el paper de Suzanne, la superior de Labidi a la botiga d'ulleres.
Les fotos de l'habitació de París que comparteixen Labidi i Aleksei es van fer en un petit apartament d'una habitació. El director de fotografia fou Amine Berrada.

## Estrena
Una primera presentació va tenir lloc l'11 de juny de 2021 com a part del 71è Festival Internacional de Cinema de Berlín, a la secció Panorama. El primer tràiler es va presentar a principis de març de 2021, abans de la Berlinale European Film Market. Entre finals de febrer i principis de març de 2022, la pel·lícula es va presentar al Festival Internacional de Cinema de Belgrad. El llançament a França va tenir lloc el 20 d'abril de 2022.
Per a la seva propera pel·lícula, un thriller, Ben Salah-Cazanas té previst rodar de nou amb Gabrielli i Bentaïeb en el paper de la seva mare.

### Recepció crítica
Frédéric Strauss a Télérama va apreciar la pel·lícula, pensant en Les il·lusions perdudes de Balzac en una versió més proletària, així com en "el cinema de Pialat, en la seva llibertat i en la seva vitalitat realista ».
Fabien Lemercier de la revista cinematogràfica Cineuropa escriu que el pas a l'edat adulta és un tema clàssic i que es repeteix sovint al cinema, però que Louda Ben Salah-Cazanas, amb la seva sensibilitat i subtilesa, aconsegueix posar un mirall despietat a la societat, per fer riure el públic i acompanyar a Labidi en les seves desgràcies, sense dramatitzar mai en excés.
Per contra, una de les crítiques més hostils a la pel·lícula prové de la redacció de Le Parisien: « Le Monde après nous que pretén ser una denúncia de la "uberització" de la societat i l'explotació de la joventut urbana actual, dóna pas a la dramatització de la pesadesa i ofereix una visió miserabilista dels nostres temps».

## Premis
A la XXXVI edició de la Mostra de València va obtenir la Palmera de Plata a la millor pel·lícula.